# Treigny-Perreuse-Sainte-Colombe
Treigny-Perreuse-Sainte-Colombe község Franciaország Burgundia-Franche-Comté régiójában, Yonne megyében. Új községként 2019. január 1-jén jött létre Treigny és Sainte-Colombe-sur-Loing község egyesítésével. A korábbi községek egyesülésekor az új község lélekszáma 1070 fő lett. Lakosainak száma 1076 fő (2022. január 1.).

## Népesség
| Lakosok száma | 994  | 982  | 969  | 1007 | 1042 | 1076 |
|               | 2017 | 2018 | 2019 | 2020 | 2021 | 2022 |